# Jurij Luzenko

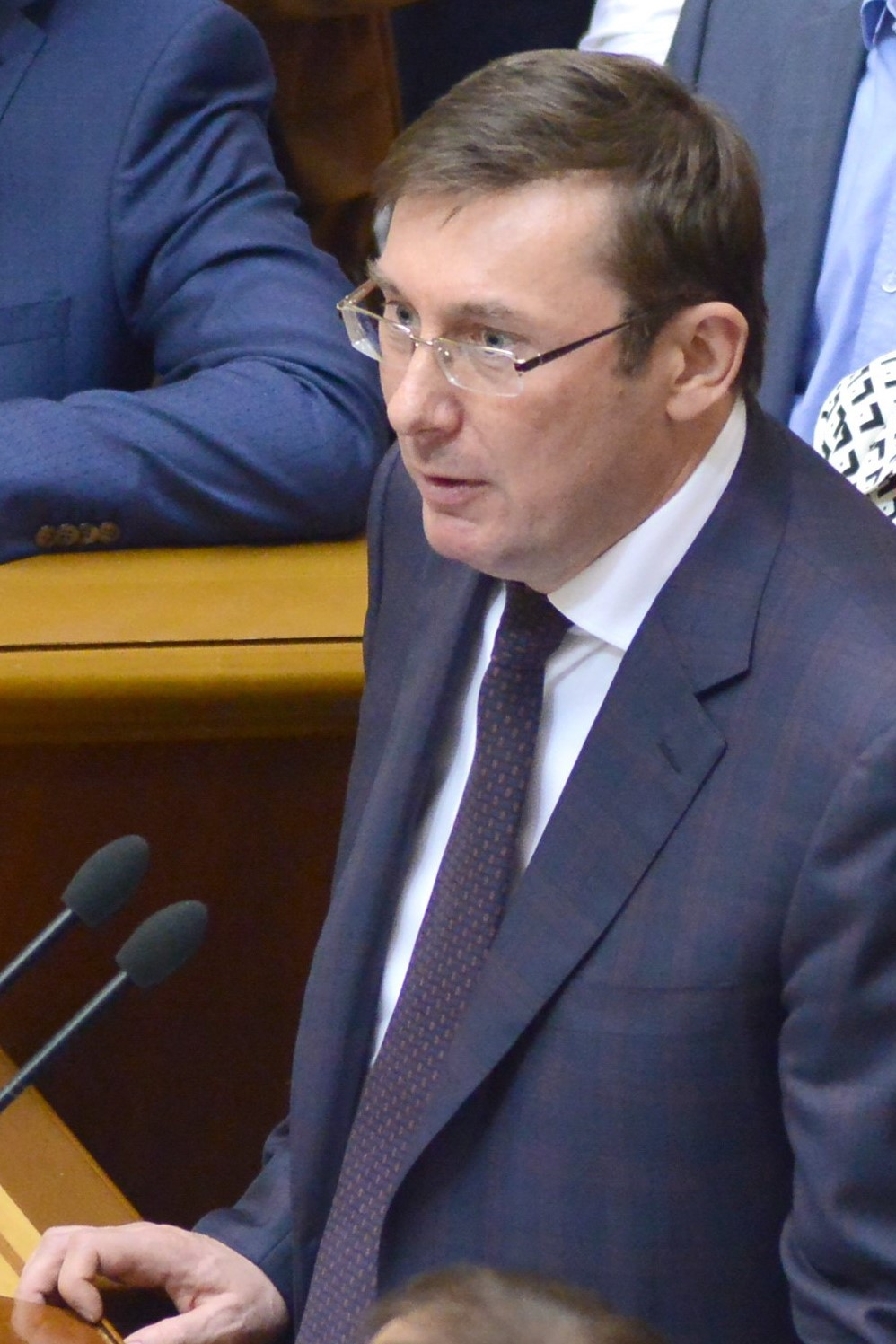
Jurij Luzenko, 2016

Jurij Witalijowytsch Luzenko (ukrainisch Юрій Віталійович Луценко, wiss. Transliteration Jurij Vitalijovyč Lucenko; * 14. Dezember 1964 in Riwne) ist ein ukrainischer Politiker. Er war von Februar 2005 bis Dezember 2006 und erneut von Dezember 2007 bis zum Januar 2010 Innenminister der Ukraine. Bei der Parlamentswahl am 26. Oktober 2014 wurde er über den Listenplatz 2 vom Block Petro Poroschenko, dessen Parteivorsitzender er von 2014 bis 2015 war, als Abgeordneter in die Werchowna Rada gewählt. Er war vom 12. Mai 2016 bis zum 29. August 2019 Generalstaatsanwalt der Ukraine.

## Leben

### Familienhintergrund
Jurij Luzenkos Vater Witalij Luzenko (1937–1999) war hochrangiges Mitglied der ukrainischen Sektion der KPdSU. Er war zunächst Erster Sekretär des Regionalkomitees der KP in der Oblast Riwne und später in Kiew Deputierter des Obersten Sowjets der Ukrainischen SSR sowie Sekretär des ZK der Kommunistischen Partei der Ukraine. Luzenkos Mutter, Wira Luzenko (* 1936), ist Veterinärmedizinerin.

### Ausbildung und berufliche Laufbahn
Luzenko studierte seit 1982 am Lemberger Polytechnischen Institut Elektrotechnik. Er verließ es 1989, nach einer zweijährigen Unterbrechung durch den Armeedienst, als Ingenieur und arbeitete dann bis 1994 in dem Riwner Unternehmen Gasotron.

### Politische Karriere

#### Unter Staatspräsident Kutschma
1994 wurde Luzenko in das Oblastparlament von Riwne gewählt und amtierte als dessen stellvertretender Vorsitzender. In der Oblastverwaltung war er bis 1997 im Wirtschaftskomitee tätig.
Von September 1997 bis September 1998 wurde er nach Kiew ans Ministerium für Bildung und Technologie berufen; anschließend war er als Berater des Ministerpräsidenten tätig. Seit 1999 war Luzenko ein enger Berater des SPU-Vorsitzenden Oleksandr Moros, seit Dezember 2000 als stellvertretender Vorsitzender der Kampagne Ukraine ohne Kutschma, deren Ziel es war, den Rücktritt des autoritär regierenden Staatspräsidenten Leonid Kutschma herbeizuführen. Im April 2002 wurde Luzenko für die Sozialistische Partei der Ukraine in das ukrainische Parlament gewählt.

#### Nach der „Orangen Revolution“
Am 4. Februar 2005 bestätigte das Parlament seine Ernennung zum Innenminister in der Regierung von Ministerpräsidentin Julija Tymoschenko (Kabinett Tymoschenko I). Auch nach deren Rücktritt als Regierungschefin blieb er unter den Ministerpräsidenten Jurij Jechanurow (Kabinett Jechanurow) und Wiktor Janukowytsch (zweites Kabinett) zunächst im Amt.

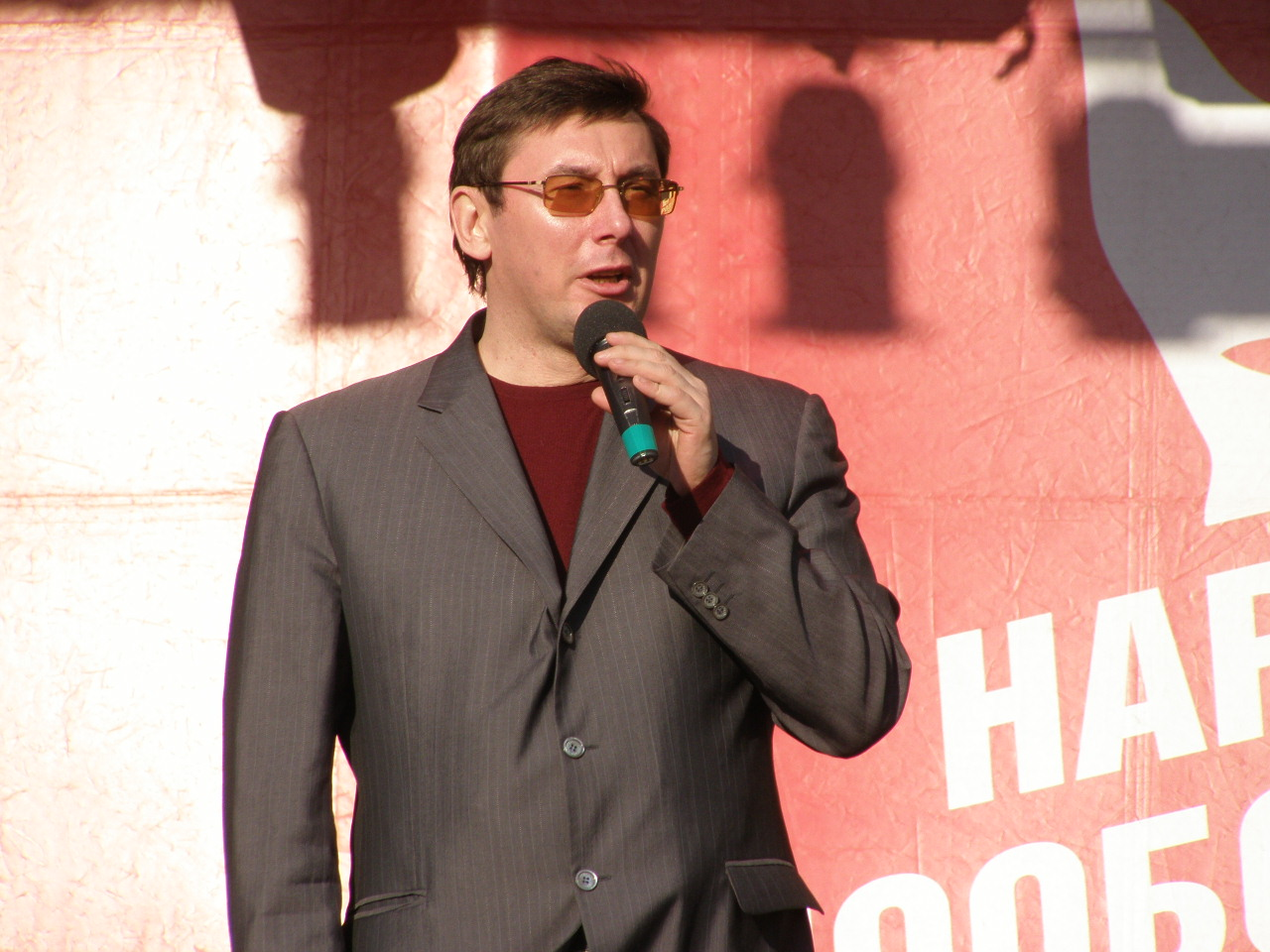
Luzenko im Jahr 2007

Im Juli 2006 trat Luzenko aus der Sozialistischen Partei aus und protestierte damit gegen deren Eintritt in eine Regierungskoalition mit der Partei der Regionen Janukowytschs und den Kommunisten. Anfang Dezember 2006 verlor er sein Amt als Innenminister und wurde durch Wassyl Zuschko ersetzt. Noch im selben Jahr gründete er die politische Vereinigung Narodna Samooborona („Nationale Selbstverteidigung“), die bei den Parlamentswahlen 2007 gemeinsam mit der Partei Präsident Juschtschenkos (Nascha Ukrajina) als Wahlallianz Blok Nascha Ukrajina – Narodna samooborona (NU-NS) antrat. Nach der Wahl setzte er sich gegen Vorbehalte Juschtschenkos für die Bildung einer Koalition nur der beiden westlich orientierten Kräfte NU-NS und Block Julija Tymoschenko, ohne Beteiligung der Partei der Regionen, ein. In der am 18. Dezember 2007 vom Parlament gewählten Regierung Tymoschenko war er erneut Innenminister.
Im Zuge der Regierungskrise 2008 distanzierte sich Luzenko von Staatspräsident Juschtschenko und kündigte an, bei möglichen Neuwahlen mit seiner Gruppierung Narodna Samooborona auf der Liste des BJuT antreten zu wollen.

#### Flughafen-Affäre
Am 5. Mai 2009 wurde Luzenko und seinem Sohn am Flughafen Frankfurt Main von einem Flugkapitän der Lufthansa der Weiterflug nach Seoul verweigert, da er stark alkoholisiert gewirkt habe. Daraufhin soll Luzenko ausfallend geworden sein, die hinzugerufenen Polizisten beleidigt haben und gegen sie tätlich geworden sein. Nachdem über den Vorfall berichtet worden war, bot Luzenko dem ukrainischen Parlament am 12. Mai 2009 seinen Rücktritt an, erklärte aber gleichzeitig, die Darstellung des Vorfalls in den Medien habe teilweise nicht der Wahrheit entsprochen. Luzenko wurde zunächst vom Amt des Innenministers entbunden. Er erklärte am 15. Mai, er sehe sich vor allem als Opfer einer Diffamierung durch die Medien und er habe Anzeige gegen die Bild-Zeitung erstattet. Diese hatte berichtet, Luzenko habe bei dem Vorfall auf dem Flughafen Polizeibeamte als „Nazi-Schweine“ beschimpft, was Luzenko bestritt. Das Landgericht Berlin verpflichtete die Bild-Zeitung zum Abdruck einer Gegendarstellung und Luzenko kehrte in sein Amt zurück.

#### Absetzung als Innenminister
Im Zuge der Präsidentschaftswahl 2010 warf die oppositionelle Partei der Regionen Luzenko vor, er wolle in die Wahl eingreifen und diese manipulieren. Auf einer Sondersitzung des ukrainischen Parlaments am 28. Januar 2010 wurde Luzenko als Innenminister abgesetzt. Der Abwahlantrag wurde dabei von Abgeordneten aus allen Fraktionen unterstützt. Lediglich in der Fraktion des Blok Julija Tymoschenko stimmte eine Mehrheit der Abgeordneten für einen Verbleib Luzenkos im Amt des Innenministers.

#### Verhaftung und Strafprozess
Luzenko wurde am 26. Dezember 2010 in Kiew verhaftet. Der Generalstaatsanwalt warf ihm Unterschlagung von Staatsvermögen und Amtsmissbrauch vor. So soll Luzenko seinem Chauffeur eine zusätzliche Rente in Höhe von 3800 Euro ermöglicht haben. Luzenko wies die Vorwürfe zurück, bezeichnete den Prozess gegen ihn als politisch motiviert und verglich das Strafverfahren mit den Repressionen der Stalin-Ära. Eine Woche zuvor war bereits Julija Tymoschenko wegen angeblicher Veruntreuung von Staatsgeldern angeklagt worden. Obwohl Luzenko einem medizinischen Gutachten zufolge an einer Leberzirrhose litt, verweigerte ihm das Gericht eine Verlegung in ein Krankenhaus. Am 27. Februar 2012, nach 14 Monaten Untersuchungshaft, wurde Luzenko von einem Gericht in Kiew zu vier Jahren Haft verurteilt, er durfte außerdem bis 2015 für kein politisches Amt kandidieren. Sein Anwalt kündigte Berufung gegen das Urteil an. Sowohl die Haftbedingungen als auch das Urteil gegen Luzenko wurden von Seiten der deutschen Bundesregierung wiederholt kritisiert, in einer Erklärung von Staatsministerin Cornelia Pieper war nach dem Urteil von „selektiver, politisch motivierter Justiz“ in der Ukraine die Rede. Die ukrainische Regierung wurde ermahnt, die Prinzipien der Rechtsstaatlichkeit zu wahren.
Laut Urteil des EuGH (Europäischer Gerichtshof für Menschenrechte) vom 3. Juli 2012 hat die ukrainische Justiz im Prozess gegen Luzenko mehrfach gegen die Europäische Menschenrechtskonvention verstoßen. Anfang März 2013 erklärte der ukrainische Staatspräsident Janukowytsch, er werde eine Begnadigung Luzenkos prüfen, falls dieser nicht vom obersten Gerichtshof des Landes aus der Haft entlassen werde. Am 3. April 2013 bestätigte das Oberste Gericht der Ukraine das Urteil gegen Luzenko, lediglich die gegen ihn verhängte Geldstrafe wurde geringfügig reduziert. Am 7. April 2013 wurde Luzenko von Janukowytsch begnadigt und aus der Haft entlassen.
In einem Interview mit der Deutschen Welle am 24. April 2013 erklärte Luzenko, die Entscheidung der Staatsführung ihn freizulassen sei ein notgedrungenes Zugeständnis gewesen, das durch den Druck der europäischen Gemeinschaft und der ukrainischen Opposition zustande gekommen sei. Er erwarte auch die baldige Freilassung von Julia Tymoschenko.

#### Dritte ukrainische Republik
Im Frühjahr 2013 initiierte Juri Luzenko die Bürgerbewegung „Dritte ukrainische Republik“. Er sagte, bis Ende 2013 würde das Projekt etwa 100.000 US-Dollar kosten, und bestritt jede Beteiligung an der Finanzierung durch Politiker. Er war zu dieser Zeit kein Mitglied einer Partei, weil er "den Weg zum gleichen Ziel verfolgt, wie „Vaterland“, von unten und vom Volk, durch Organisation einer Verbindung zwischen den Oppositionsparteien und dem Volk”.

#### Unterstützer des Euromaidan
Luzenko unterstützte die Forderungen des Euromaidan und ist Mitglied des Maidan-Rates. Am 11. Januar 2014 erlitt er bei gewaltsamen Zusammenstößen zwischen Polizei und Demonstranten in Kiew Kopfverletzungen und musste in einer Klinik intensivmedizinisch behandelt werden. Seine Ehefrau gab an, er sei von Polizisten der Sondereinheit Berkut wiederholt auf den Kopf geschlagen worden.

#### Parteivorsitzender
Am 27. August 2014 wurde Luzenko einstimmig zum Parteivorsitzenden der Partei Block Petro Poroschenko gewählt und trat auf Listenplatz zwei der Partei zur Parlamentswahl 2014 an. 2015 trat Vitali Klitschko seine Nachfolge als Vorsitzender an.

### Generalstaatsanwalt
Er war vom 12. Mai 2016 bis zum 29. August 2019 Generalstaatsanwalt der Ukraine, obwohl er als Tierarzt keinen juristischen Hintergrund hatte. Der damalige US-amerikanische
Vizepräsident Joe Biden hatte sich dafür eingesetzt, dass er nominiert wurde.
Luzenko erklärte später in US-Medien, die amerikanische Botschaft in Kiew habe von ihm verlangt, gegen bestimmte Personen nicht zu ermitteln. Er beendete die Verfahren gegen Slotschewskyj/Burisma, den Gaskonzern, in dem Hunter Biden, der Sohn Joe Bidens, einen Vorstandsposten übernommen hatte.
Nach dem Tod der Bürgerrechtlerin Kateryna Handsjuk 2018 hatte Luzenko seinen Rücktritt angeboten, was Präsident Poroschenko jedoch ablehnte. Das Nationale Anti-Korruptionsamt der Ukraine warf Luzenko vor, dieser habe Ermittlungen gegen Paul Manafort verhindert und einen wichtigen Zeugen nach Moskau entkommen lassen.

## Ehrungen
Am 14. Dezember 2006 wurde ihm der Orden des Fürsten Jaroslaw des Weisen 5. Klasse verliehen.